# Edgar Brenchley
Pour les articles homonymes, voir Brenchley.
Temple de la renommée britannique : 1993
Edgar « Chirp » Brenchley (né le 10 février 1912 à Sittingbourne, mort le 13 mars 1975 à Hamilton (Ontario)) est un joueur britannique de hockey sur glace.

## Carrière
Ses parents émigrent quand il a onze ans au Canada à Niagara Falls (Ontario). Il commence sa carrière de joueur avec les Bears de Hershey lors de la saison 1934-1935 de l'Eastern Hockey League (EHL). Il vient en Grande-Bretagne en 1935, où il joue pour les Faucons de Richmond, équipe de l'English National League sous l'entraînement de Percy Nicklin, Canadien chargé de former l'équipe nationale britannique. Il le suit lorsque Nicklin devient en 1936 l'entraîneur des Greyhounds de Harringay jusqu'en 1937.
Edgar Brenchley est sélectionné dans l'Équipe de Grande-Bretagne pour les Jeux olympiques d'hiver de 1936 à Garmisch-Partenkirchen. Brenchley, ainsi que huit autres joueurs nés en Grande-Bretagne qui avaient appris leur hockey au Canada, un résident britannique né au Canada et deux natifs britanniques, contribuent à mener la Grande-Bretagne à la médaille d'or, battant de peu le Canada. Il dispute les sept matchs de l'équipe, marque le seul but du match contre la Suède ainsi que le but gagnant contre le Canada en poule. Brencley continue de représenter la Grande-Bretagne dans des compétitions internationales, les championnats d'Europe et du monde en 1937 (médaille d'or européenne et médaille d'argent mondiale).
Il retourne à Niagara Falls à l'été 1937. Après une pause de deux ans, Brenchley rejoint les Seagulls d'Atlantic City en 1939, qu'il quitte au bout de seulement un an. Ce n'est qu'après la fin de la Seconde Guerre mondiale que l'attaquant revient sur la glace dans le hockey sur glace professionnel.
De 1945 jusqu'à la fin de sa carrière en 1955, le Britannique joue pour les Lions de Washington, les Seagulls d'Atlantic City, les Jets de Johnstown et les Ramblers de Philadelphie en EHL, ainsi que les Lions de Washington dans la Ligue américaine de hockey, les Rovers de New York dans la Ligue de hockey senior du Québec et les Jets de Johnstown dans la Ligue internationale de hockey. Au cours de cette période américaine, il inscrit 494 points (165 buts) en 705 matchs.
Après la fin de sa carrière de joueur, Brenchley devient l'entraîneur de 1955 à 1958 des Ramblers de Philadelphie en EHL. Il travaille ensuite de 1961 à 1963 et de 1964 à 1966 pendant une saison chacun avec les Wolves de Sudbury en Eastern Professional Hockey League, les Flags de Port Huron en LIH et les Black Hawks de Saint Catharines en Association de hockey de l'Ontario. Entre 1966 et 1974, il est un recruteur local des Penguins de Pittsburgh de 1968 à 1974 et des Capitals de Washington pour la saison 1974-1975, la première saison de la capitale américaine en Ligue nationale de hockey.
Brenchley est intronisé au Temple de la renommée du hockey britannique en 1993 en tant que membre de l'équipe nationale de 1936 pour ses services au hockey sur glace britannique. Il avait déjà été intronisé au Niagara Falls Sports Wall of Fame en 1990.